# Ishan Pandita
Ishan Pandita (Nuova Delhi, 26 maggio 1998) è un calciatore indiano, attaccante svincolato.

## Carriera

### Club
Pandita è arrivato in Spagna nel 2014 all'età di 16 anni e si è unito alle giovanili dell'Alcobendas. Nel 2015 è entrato a far parte della squadra Under-18 dell'Almería, ma non ha firmato un contratto da professionista poiché non aveva ancora compiuto 18 anni, diventando il primo calciatore indiano a giocare per una squadra militante nella Liga. Dopo una parentesi al Leganes, il 5 gennaio 2019 ha firmato un contratto a tempo determinato con l'Under 23 del Gimnàstic. Nello stesso anno firma il suo primo contratto professionistico, per il Pobla Mafumet. Nell'agosto 2019 ha firmato un contratto annuale con il Lorca, in Tercera Division. Ha giocato 26 partite e segnato 6 gol ed è stato il capocannoniere del club nella stagione 2019-20. Inizialmente lui e la sua famiglia volevano rimanere in Spagna, ma a causa della situazione COVID-19  ha avuto difficoltà nel trovare un club per cui giocare. Nell'ottobre 2020, è stato annunciato ufficialmente il suo ingresso nella rosa del Goa. Ha esordito nella Indian Super League il 30 novembre 2020 contro il NorthEast United entrando all'89' e ha segnato il suo primo gol il 30 dicembre 2020 contro l'Hyderabad.

### Nazionale
Ha ricevuto la sua prima convocazione nella nazionale indiana nel marzo 2021, in vista delle amichevoli contro Oman ed Emirati Arabi Uniti.
Ha partecipato alla Coppa d'Asia 2023.

## Statistiche

### Presenze e reti nei club
| Stagione               | Squadra                | Campionato             | Campionato | Campionato | Coppe nazionali | Coppe nazionali | Coppe nazionali | Coppe continentali | Coppe continentali | Coppe continentali | Altre coppe | Altre coppe | Altre coppe | Totale | Totale |
| Stagione               | Squadra                | Comp                   | Pres       | Reti       | Comp            | Pres            | Reti            | Comp               | Pres               | Reti               | Comp        | Pres        | Reti        | Pres   | Reti   |
| ---------------------- | ---------------------- | ---------------------- | ---------- | ---------- | --------------- | --------------- | --------------- | ------------------ | ------------------ | ------------------ | ----------- | ----------- | ----------- | ------ | ------ |
| 2018-2019              | Pobla Mafumet          | TD                     | 1          | 0          | CF              | 0               | 0               | -                  | -                  | -                  | -           | -           | -           | 1      | 0      |
| 2019-2020              | Lorca                  | TD                     | 26         | 6          | CF              | 2               | 1               | -                  | -                  | -                  | -           | -           | -           | 28     | 7      |
| 2020-2021              | Goa                    | ISL                    | 9+2        | 4          | -               | -               | -               | AFC                | 6                  | 0                  | -           | -           | -           | 17     | 4      |
| 2021-2022              | Jamshedpur             | ISL                    | 15+2       | 3          | -               | -               | -               | -                  | -                  | -                  | DC          | 0           | 0           | 17     | 3      |
| 2022-2023              | Jamshedpur             | ISL                    | 17         | 2          | SC              | 2               | 1               | QAFC               | 1                  | 0                  | DC          | -           | -           | 20     | 3      |
| Totale Jamshedpur      | Totale Jamshedpur      | Totale Jamshedpur      | 34         | 5          |                 | 2               | 1               |                    | 1                  | 0                  |             | -           | -           | 37     | 6      |
| 2023-2024              | Kerala Blasters        | ISL                    | 15         | 0          | SC              | -               | -               | -                  | -                  | -                  | DC          | 2           | 0           | 17     | 0      |
| 2024-2025              | Kerala Blasters        | ISL                    | 3          | 0          | SC              | 0               | 0               | -                  | -                  | -                  | DC          | 1           | 2           | 4      | 2      |
| Totale Kerala Blasters | Totale Kerala Blasters | Totale Kerala Blasters | 18         | 0          |                 | 0               | 0               |                    | -                  | -                  |             | 3           | 2           | 21     | 2      |
| Totale carriera        | Totale carriera        | Totale carriera        | 90         | 15         |                 | 4               | 2               |                    | 7                  | 0                  |             | 3           | 2           | 104    | 19     |

### Cronologia presenze e reti in nazionale
| Cronologia completa delle presenze e delle reti in nazionale ― India | Cronologia completa delle presenze e delle reti in nazionale ― India | Cronologia completa delle presenze e delle reti in nazionale ― India | Cronologia completa delle presenze e delle reti in nazionale ― India | Cronologia completa delle presenze e delle reti in nazionale ― India | Cronologia completa delle presenze e delle reti in nazionale ― India | Cronologia completa delle presenze e delle reti in nazionale ― India | Cronologia completa delle presenze e delle reti in nazionale ― India |
| Data                                                                 | Città                                                                | In casa                                                              | Risultato                                                            | Ospiti                                                               | Competizione                                                         | Reti                                                                 | Note                                                                 |
| -------------------------------------------------------------------- | -------------------------------------------------------------------- | -------------------------------------------------------------------- | -------------------------------------------------------------------- | -------------------------------------------------------------------- | -------------------------------------------------------------------- | -------------------------------------------------------------------- | -------------------------------------------------------------------- |
| 25-3-2021                                                            | Dubai                                                                | Oman                                                                 | 1 – 1                                                                | India                                                                | Amichevole                                                           | -                                                                    | 72’                                                                  |
| 29-3-2021                                                            | Dubai                                                                | Emirati Arabi Uniti                                                  | 0 – 6                                                                | India                                                                | Amichevole                                                           | -                                                                    | 59’                                                                  |
| 28-5-2022                                                            | Doha                                                                 | India                                                                | 0 – 2                                                                | Giordania                                                            | Amichevole                                                           | -                                                                    | 87’                                                                  |
| 14-6-2022                                                            | Calcutta                                                             | India                                                                | 4 – 0                                                                | Hong Kong                                                            | Qual. Coppa d'Asia 2023                                              | 1                                                                    | 80’                                                                  |
| 24-9-2022                                                            | Ho Chi Minh                                                          | India                                                                | 1 – 1                                                                | Singapore                                                            | Amichevole                                                           | -                                                                    | 77’                                                                  |
| 27-9-2022                                                            | Ho Chi Minh                                                          | Vietnam                                                              | 3 – 0                                                                | India                                                                | Amichevole                                                           | -                                                                    | 86’                                                                  |
| 21-11-2023                                                           | Bhubaneswar                                                          | India                                                                | 0 – 3                                                                | Qatar                                                                | Qual. Mondiali 2026                                                  | -                                                                    | 83’                                                                  |
| 18-1-2024                                                            | Al Rayyan                                                            | India                                                                | 0 – 3                                                                | Uzbekistan                                                           | Coppa d'Asia 2023 - 1º turno                                         | -                                                                    | 72’                                                                  |
| Totale                                                               |                                                                      | Presenze                                                             | 8                                                                    |                                                                      | Reti                                                                 | 1                                                                    |                                                                      |

## Palmarès

### Club

#### Competizioni nazionali
- ISL Shield: 1

2021-2022